# Абрамов, Андрей Сергеевич
Андрей Сергеевич Абрамов (1951, Москва) — российский художник.

## Биография
Родился в 1951 году в Москве. В 1972 году окончил Московское художественное училище «Памяти 1905 года». В 1970-х годах активно участвовал в московских квартирных выставках.
29 сентября 1974 г. привлёк внимание любителей живописи на 2-м осеннем просмотре картин «на открытом воздухе» в Москве в лесопарке «Измайлово».
1975 г., март — апрель, принимает участие в «Предварительных квартирных просмотрах к Всесоюзной выставке» (I—II туры). 20 — 30 сентября экспонировал свои полотна на выставке произведений московских художников в «Доме культуры» ВДНХ, г. Москва .
1976—1980 гг. член горкома художников — графиков на Малой Грузинской. Участник выставок.
1977 г. январь — февраль произведениями Андрея Сергеевича многие любовались на выставке живописи МОКХГ, Малая Грузинская ул., д.28 .
15 июня — один из участников акции «Коллективных действий», Моск. обл., Горьковская ж-д., станция «Назарьево» (А.Монастырский, Н.Алексеев, Г.Кизевальтер, Л.Вешневская, А.Абрамов, М.К.). Акция «Шар». Без зрителей.
1978 г. работы мастера заняли достойное место на коллективной выставке «Libera Arte Sovietica», Милан.
В этом же году 15 октября участвует в акции «Коллективных действий», Моск. обл.,Савёловская ж-д., поле возле дер. Киевы Горки (А.Монастырский, Н.Алексеев, Н.Панитков, А.Абрамов). Акция « Время действия».
1979 г. во Франции, Париже в Centre George Pompidu состоялась выставка "Abramov, Chuikov, Makarevich''.
1980 г. 3 сентября — 12 октября в США, Мерилэнд в Art Gallery University of Maryland прошла выставка '' Nonkonformists. Contemporary Commentary from the Soviet Union''.
С интересом обсуждались его произведения на осенней выставке живописи МОКХГ, Малая Грузинская ул., д.28.
Исключён из горкома художников-графиков.
1981 г. 7 января — 26 февраля во Франции, Эланкур в Le Centre culturel de la Villedieu открылась выставка '' Nouvelles Tendencies de l’Art Russe Non — Officiel. 1970—1980 '', на которой Андрей Сергеевич представил новые картины.
В феврале 1981 г. появилась первая папка МАНИ (Московский архив нового искусства). Абрамов входил в «Круг МАНИ» вместе с другими московскими концептуалистами.
1981 г. 4 декабря — 1982 г. 28 февраля вызвал живой интерес в Нью-Йорке, США в Contemporary Russian Art Center of America Soho International Art Center на выставке " Russian New Wave ''. Куратор М.Тупицына.
1982 г. 15 февраля — 1983 г. 3 марта: новая выставка " Russian Samizdat Art '' в США, Ричмонд Виржиния в Anderson Gallery, Commonwealth Univ. Кураторы и авторы экспозиции Р. и В. Герловины. Среди художников был и Андрей Абрамов.
1987 г. сентябрь — октябрь работы мастера экспонировались на выставке " Ретроспекция творчества московских художников .1975 — 1987 ".
1988 г. 3 июня — 14 августа — произвёл сильное впечатление на выставке "Лабиринт " в Московском Дворце молодёжи, Комсомольский просп., д.28 .
1989 г. — талант мастера не остался не замеченным на коллективной выставке «Метасимволизм» в выставочном зале на улице Ремизова.
Персональные выставки прошли в галереях Осло и Дробака, Норвегия.
2005 г. июнь — Персональная выставка в выставочном зале Музейного центра РГГУ открыла много нового в его творчестве.
Скончался 29 марта 2022 года от коронавируса.

## Семья
Сын Андрей Абрамов — художник по свету, Заместитель начальника цеха постановочного освещения Государственного академического Большого театра России, преподаватель кафедры технологий художественно- светового оформления спектакля ВШТИ Райкина.

## Работы находятся в собраниях
- Музей «Другое искусство», Москва.
- Stella Art Foundation, Москва.

## Персональные выставки
- 2005 — «Андрей Абрамов. Живопись, графика». Музей «Другое искусство», Москва.